# Hòa Định Tây
Hòa Định Tây là một xã thuộc huyện Phú Hòa, tỉnh Phú Yên, Việt Nam.

## Địa lý
Xã Hòa Định Tây có diện tích 42,13 km², dân số năm 1999 là 7.955 người, mật độ dân số đạt 189 người/km².

## Hành chính
Xã Hòa Định Tây gồm 3 thôn :
- Thôn Phú Sen Đông
- Thôn Phú Sen Tây
- Thôn Cẩm Thạch